# Kroning af Charles III og Camilla
Kroningen af Charles III og hans hustru Camilla som konge og dronning af Det Forenede Kongerige og de andre Commonwealth-riger fandt sted lørdag den 6. maj 2023 i Westminster Abbey. Charles tiltrådte tronen den 8. september 2022, efter sin mors, dronning Elizabeth II, død.

## Forberedelse

### Baggrund
Charles III blev konge umiddelbart efter sin mors, Elizabeth II 's død , kl. 15:10 BST torsdag den 8. september 2022. Han blev udråbt til konge af Det Forenede Kongeriges tiltrædelsesråd lørdag den 10. september som blev efterfulgt af proklamationer i andre Commonwealth riger. På grund af Elizabeths høje alder har Charles' kroning været planlagt i årevis under kodenavnet Operation Golden Orb. Under Elizabeths regeringstid blev der afholdt planlægningsmøder for Operation Golden Orb mindst en gang om året med deltagelse af repræsentanter for regeringen, Church of England og personalet i Clarence House.

### Planlægning
Hertugen af Norfolk er traditionelt ansvarlig for at organisere begivenheden som Earl Marshal. Den nuværende jarlmarskal er den 18. hertug, Edward Fitzalan-Howard. Et udvalg under Privy Council (det udvidede britiske statsråd) arrangerede kroningen.
I oktober 2022 blev datoen for Charles og Camillas kroning annonceret: Lørdag den 6. maj 2023 i Westminster Abbey. Buckingham Palace satte datoen for at sikre tilstrækkelig tid til at sørge over dronning Elizabeth II's død, før de afholdt en glædelig ceremoni. I november 2022 proklamerede regeringen, at en ekstra helligdag ville finde sted den 8. maj 2023, to dage efter kroningen. Den 20. januar 2023 annoncerede Buckingham Palace planer for kroningsweekenden mellem 6. og 8. maj 2023.
Som en statslig anledning betales kroningen af den britiske regering. Regeringen bestemmer således også gæstelisten, som vil omfatte medlemmer af den britiske kongefamilie, den britiske premierminister, repræsentanter for parlamentets huse, repræsentanter for regeringerne i Commonwealth rigerne og udenlandske kongelige og statsoverhoveder. Efter ceremonien forventes Charles og Camilla at dukke op på Buckingham Palaces balkon.

## Kroning

### Procession til Westminster Abbey
På kroningsdagen begav Charles og Camilla sig til Westminster Abbey i en procession kendt som "The King's Procession".

### Regalier
St Edward's krone, som blev fjernet i december 2022 fra Tower of London for at ændre størrelse, skal bruges til at krone kongen.
En krone, der omtales som St Edward's Crown (Englands krone) er første gang registreret som værende brugt til kroningen af Henrik III af England i 1220. Kongen vil også bære Imperial State Crown under ceremonien.
I februar 2023 blev det annonceret af Buckingham Palace, at Queen Mary's Crown var blevet fjernet fra udstillingen i Tower of London for modifikationsarbejde, for at blive brugt til at krone dronning Camilla. Kronen vil få Cullinan III, IV og V diamanterne indsat. Det vil være første gang, en dronningekonsort bliver kronet med en anden konsorts krone siden 1727, hvor dronning Caroline, kone til kong George II, brugte Marys krone af Modena.

### Gudstjeneste
Gudstjenesten blev ledet af ærkebiskoppen af Canterbury. En kroningsed er påkrævet ved lov; salvelsen, leveringen af regalierne og tronbesættelsen forventes også at finde sted. Charles sad i King Edward's Chair, hvis navn refererer til dens første bruger Edward I af England, som fik den bygget i 1300 for at huse Stone of Scone, som englænderne tog fra skotterne i 1296. Historic Environment Scotland annoncerede i september 2022, at Stone of Scone ville blive flyttet fra Crown Room i Edinburgh Castle til London for Charles' kroning i Westminster Abbey og vender tilbage til slottet efter ceremonien.
Charles' kone, Camilla, blev kronet sammen med ham som dronning. Da Charles giftede sig med hende i 2005, blev det meddelt af Clarence House, at det ikke var meningen, at Camilla ville påtage sig titlen som dronning ved hans tiltrædelse. Charles havde dog længe ønsket, at hun skulle blive tituleret sådan og kronet sammen med ham, og i februar 2022, med Camillas stigende popularitet, erklærede Elizabeth II sit "oprigtige ønske", at Camilla blev kendt som dronningekonsort ved Charles' tiltrædelse. Dette vil være den første kroning af en ægtefælle siden hans bedstemor Dronning Elizabeth (senere kendt som Dronningemoderen) i 1937.

## Gæster
Der var cirka 2.200 gæster inviteret til kroningen fra 203 lande.
De inviterede omfatter medlemmer af den kongelige familie, repræsentanter fra Church of England, fremtrædende politikere fra Storbritannien og Commonwealth og udenlandske statsoverhoveder og kongelige. Som med tidligere kroninger, vil mange deltagere blive siddende i sidekapellerne i Westminster Abbey, snarere end hovedskibet.